# Марк Улпий Сенека Сатурнин
Марк Улпий Сенецион Сатурнин (на латински: Marcus Ulpius Senecio Saturninus, на гръцки: Μᾶρκος Οὔλπιος Σενεκίων Σατορνεῖνος) е римски управител на провинция Тракия (legatus Augusti pro praetore Thraciae) по времето на август Александър Север и августа Мамея в периода 222 – 235 г. Произхожда от знатния римски род Улпии. Името му се среща в два надписа – един от Августа Траяна (дн. Стара Загора) и друг от Мездра.